# Bendel Insurance Football Club
Il 'Bendel Insurance Football Club, meglio noto come Bendel Insurance, è una società calcistica nigeriana della città di Benin City. Milita nella Professional Football League, la massima divisione del campionato nigeriano di calcio.

## Palmarès

### Competizioni nazionali
- Campionato nigeriano: 2

1973, 1979
- Coppa di Nigeria: 4

1972, 1978, 1980, 2023

### Competizioni internazionali
- Coppa CAF: 1

1994

### Altri piazzamenti
- Coppa di Nigeria:

Finalista: 1981, 2006
- CAF Champions League:

Semifinalista: 1980
- Coppa delle Coppe d'Africa:

Semifinalista: 1979